# Kasteel van Dalhem

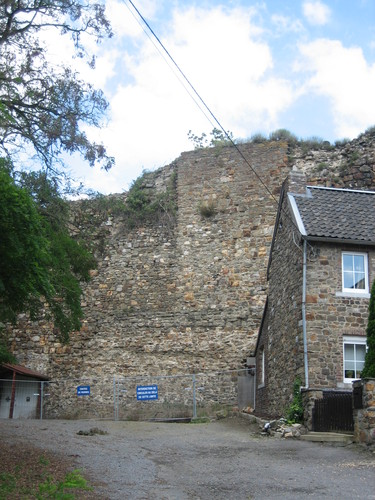
Kasteelruïne van Dalhem

Het Kasteel van Dalhem was het kasteel van de graven van Dalhem en is tegenwoordig een kasteelruïne in de Belgische plaats Dalhem, gelegen aan Rue Général Thys 29. 
Het kasteel zou gebouwd zijn in 1080.
Tijdens de inname van Dalhem van 20 juni 1578, tijdens de Tachtigjarige Oorlog, werd hier zwaar gevochten. Een kleine bezetting verdedigde de stad en kasteel tot de laatste man, waarna troepen onder Alexander Farnese iedereen doodsloegen.
In 1648 werd het kasteel door Staatse troepen bestormd en verwoest, waarna het verviel tot een ruïne.
De ruïne ligt hoog boven het dorp en is gebouwd in zandstenen blokken. Het kasteel was strategisch gelegen bij de samenvloeiing van de Berwijn en de Bolland. Behalve restanten van de donjon zijn er ook muurresten van het kasteel overgebleven. 